# Ténèbres, ténèbres
Ténèbres, ténèbres (titre original : Darkness, Darkness) est un roman de John Harvey publié en 2014 en Angleterre. Il s'agit du douzième et ultime roman de la série consacrée aux enquêtes de Charles Resnick, inspecteur principal de police d’origine polonaise au commissariat de Nottingham.
La traduction française de ce roman paraît en 2015 en France dans la collection Rivages/Thriller. 

## Autour du livre
Écrit six ans après Cold in Hand, Ténèbres, ténèbres est le dernier titre de la série consacrée à Charles Resnick.